# La Fin du rêve (téléfilm)
Pour plus de détails, voir Fiche technique et Distribution.
La Fin du rêve (The Two Mr. Kissels) est un téléfilm américain réalisé par Edward Bianchi et diffusé le 15 novembre 2008 sur Lifetime.

## Fiche technique
- Titre original : The Two Mr. Kissels
- Réalisation : Ed Bianchi (en)
- Scénario : Maria Nation
- Durée : 88 minutes
- Pays :  États-Unis

## Distribution
- John Stamos : Andrew Kissel[2]
- Anson Mount : Robert Kissel
- Robin Tunney : Nancy Keeshin
- Gretchen Egolf : Hayley Wolff
- Karen Cliche : Pris
- Lynne Cormack : Sophia
- Craig Eldridge : Jeffrey
- Paulino Nunes (es) : Frank Shea
- Chuck Shamata : Bill Kissel
- London Angelis : Andrew Kissel jeune
- Benz Antoine (en) : Responsable de la construction
- Grace Armas : Mateah
- Anthony Bekenn : Juge au procès
- Matt Bois : Serveur
- Brad Borbridge : Médecin légiste
- Will Corno : Déménageur #1
- Martin Doyle : George Miniter
- John Fleming : Rob Kissel jeune
- Sally Gifford (en) : Sylvie
- Carlos Gonzalez-Vio : Juan Castillo
- Jake Goodman : Davis Kissel
- Elizabeth Hart : Deborah Kissel jeune
- Meghan Heffern : Serveuse
- Cassidi Hoag : Mary à 9 et 11 ans
- Jay Hunter : Médecin légiste #2
- Karen Ivany : Roz
- Téa Jacobson : Deborah Kissel
- Amy Ciupak Lalonde (en) : Lizzy
- Darrin Maharaj (en) : Journaliste #1
- Olivia Palenstein : Jane Kissel
- Imali Perera : Journaliste #4
- Kristina Pesic : Babs
- Gerry Quigley : Postier
- Simon Reynolds : David Pariser
- Joy Tanner : Acheteuse personnelle
- Rachel Wilson : Melinda

## Accueil
Le téléfilm a été vu par environ 4,2 millions de téléspectateurs lors de sa première diffusion.